# Strabane Canal
Strabane Canal är en kanal i Storbritannien.   Den ligger i riksdelen Nordirland, i den västra delen av landet, 600 km nordväst om huvudstaden London.